# SBB WRm 61 85 88-94
 (janvier 2022).
Si vous disposez d'ouvrages ou d'articles de référence ou si vous connaissez des sites web de qualité traitant du thème abordé ici, merci de compléter l'article en donnant les références utiles à sa vérifiabilité et en les liant à la section « Notes et références ».
Les WRm 61 85 88-94 sont une série de voitures-restaurant unifiées de type IV des Chemins de fer fédéraux suisses (CFF).